# 立命館守山中学校・高等学校
立命館守山中学校・高等学校（りつめいかんもりやまちゅうがっこう・こうとうがっこう、Ritsumeikan Moriyama Junior and Senior High School）とは、滋賀県守山市三宅町に所在する私立中学校・高等学校。通称は「立守」（りつもり）。

## 立命館守山高等学校

### 沿革
- 1931年 - 呉服店主南井龍太郎により私塾南井裁縫教室が設立。
- 1951年 - 守山町移管に伴い守山町立守山高等裁縫学校（各種学校）となる。
- 1959年 - 高等学校昇格に伴い守山町立守山女子高等学校となる。
- 1970年 - 市制施行に伴い守山市立守山女子高等学校と改称。
- 2006年 - 学校設置者が守山市から学校法人立命館へ移管され、立命館守山高等学校として開校。以前は女子高であったが、移管とともに普通科を設置し男女共学となった。また開校と同時に文部科学省スーパーサイエンスハイスクールに指定された。
- 2014年 - 従来から重視されてきた生徒会活動（委員会等）のさらなる活性化を目指し、昼休みを10分間延長した。従来の2学期制から3学期制に変更した。 高1を対象に学校指定のiPadを用いた学習支援プログラム「RICS」の運用が開始された。

### 開校経緯
立命館守山高等学校は、守山市立守山女子高等学校を守山市から学校法人立命館に設置者を移管する形で開校された。
公立学校が私立学校に転換される事例はほとんどないことであるが、転換前の守山女子高校は、市立学校であるにもかかわらず生徒の大半が市外から通学していた点、定員割れが続いていた点、毎年約5億円の経費に加えて老朽化した校舎の改築が必要であった点などを抱えており、これらの問題が経営移管を進めるきっかけとなった。
守山市と立命館が交渉を進める中、学校経営移管について学校内部関係者に公表・説明される以前に一部マスコミに情報が流れた。そのため、一部の生徒や教職員、PTAなどから批判が上がり、一部市民による反対運動も展開されるなどの事態が生じたが、開校が近づくにつれ沈静化した（反対団体が守山市に監査請求を行ったが却下されている）。
地元商店街では開校を祝うペナントも掲げられ、平安女学院大学撤退後、地元関係者らは街の活性化に期待を寄せた。
移行期には、女子高からの生徒と立命館となってからの生徒が混在していたが、部活動や生徒会・学校行事等は学校全体で行われていたほか、女子高の最後の生徒として2006年3月に卒業した3年生には大学側が就職希望者への支援を行い、就職率100%を達成した。
なお、高校移転と中学校開校を控えていた旧平安女学院大学守山キャンパスについては、同大学の学生が「平安女学院大学びわ湖守山キャンパス就学権確認訴訟」を起こし、平安女学院を訴えている。その中でごく一部の者が、平安女学院のキャンパス跡地利用問題と絡めて立命館への批判も強めていたが、最高裁において「不受理決定」となり、この訴訟は終了している。

### 学科教育
- アカデメイアコース［高大一貫教育コース/AMC］

立命館の一貫教育の優位性を最大限生かし、立命館大学、立命館アジア太平洋大学への進学を視野に入れて学ぶコース。1、2年次は文系・理系分野を織り交ぜて学習する。1年次の「科学探究I」や2年次の「科学探究II」「キャリア探究I・II」、3年次の「AP科目（大学の単位を先取り取得する科目）」などが用意されている。高校3年次に将来の進路に応じて「人文・社会系」「国際系」「理系I（サイエンス）」「理系II（アドバンスト・サイエンス）」の4つのプログラムを選択する。
- フロンティアコース［医学系・理科系進学コース/FTC］

医学部、歯学部といった医学系分野や理数、自然科学分野など理科系分野の難関大学進学をめざすコース。滋賀医科大学との連携により、医療人や高度研究者に求められる素養を豊かに育むことを目指している。

### 英語・国際教育
- 海外研修

AMC生はシアトル、シカゴ、タスマニア、シドニー、バンクーバー、バンコクの5コースから選択する。シアトル、シカゴコースではホームステイと共に証券取引所見学やマクドナルド等の民間企業での短期インターンシップを体験する。タスマニアコースはホームステイと共に水環境に関する研究を現地学生と共に行なう。シドニー、バンクーバーコースはホームステイを中心に異文化理解を深める博物館見学などを行なう。バンコクコースはNPO法人「ハビタット・フォー・ヒューマニティー」と共同でタイの貧困層が居住するための家を建設するボランティアに参加する。
FSC生はベトナム研修を行なう。ここでは学生交流や保育所見学等を行なう。
- ユネスコスクール

高校3年生の授業「国際貢献」、国際ボランティア活動を含む海外研修、環境問題への取り組みなどが評価され、2012年に「ユネスコスクール」としての認定を受けている。環境委員会、生活委員会によるエコキャップ運動やユネスコ委員会（学校有志）のJICA国際教育セミナーへの参加、募金活動、模擬国連演習、エッセイコンテスト出品などに積極的に取り組んでいる。

### SSHの取り組み
- サイエンスグランプリ

2014年度現在では実施されていない。日常で感じる疑問や水環境について（守山市が琵琶湖沿岸に位置することから）生徒の自主性によってなされる取り組み。課題研究の高等版のようなもの。研究内容は自然科学に限定されない。略称：SG 2009年度はサイエンスリサーチという名目で2年生のみに実施された。
- アカデミックプレゼンテーション

「卒業論文（高3文系）」、「理科課題研究（高3Adv理系）」等の授業や海外研修の報告プレゼンテーションを生徒が行なう。
- 大川活用プロジェクト

守山市、美崎町自治会、京都大学生存基盤科学研究ユニットと共同で、守山市を流れる大川の水質浄化や環境保全、河川環境を活用したまちづくりに取り組むプロジェクト。クラブ活動のひとつであるSci-Tech部が主となって取り組んでいる。水質調査分析や水質浄化実験を行い、学外のフォーラムで発表をしている。メディアなどでも取り上げられている。
- レスキューロボット

Sci-Tech部が取り組んでいるほか、2年次選択科目のひとつである「工学探究」でも取り組んでいる。ロボットの組み立てや制御するためのプログラミングを行う。過去にはロボカップ・レスキューチャレンジ世界大会にも出場した実績もあり、世界大会での最高成績は2位。
- ロボッカップジュニアサッカー

Sci-Tech部が取り組んでいるほか、ロボットの組み立てや制御するためのプログラミングを行いサッカーをさせている。また2017年度のロボカップジュニア世界大会にて高校Sci-Tech部員からなるチームRi-one nanoが世界大会準優勝、去年は同じく高校生のチームLEGENDが世界大会第3位という成果を上げており、今後が期待されている。
- Water Forum

立命館守山高等学校が主催となってシンガポールやタイ、アメリカ合衆国等の水環境に関する研究を行う学生を招待して行う研究活動交流会。2014年度から開始される予定の新たな取り組みで、琵琶湖湖上実習や琵琶湖博物館見学等が含まれている。

### 新しい教育方針
- グローバルサイエンスリーダー

国際社会の平和的、民主的発展に貢献できる人材育成に育てる。生徒が相互に知性、感性、倫理観を磨き合い「グローバルサイエンスリーダー」に成長することを目指す。未来を切り拓グローバルサイエンスリーダーとして４つの指標を掲げている。
Beyond Borders（自分の領域に留まらず、将来に学び続ける挑戦心をもつ人）
Scientific Thinking（豊かな教養と科学的思考力をもち、課題を設定し解決できる人）　
Global Competency（異なる文化を尊重し、国際的課題に対して建設的な議論や協働活動ができる人）
Creating a Future（他者や未来社会への思いやりをもち、新しい価値創造のために貢献できる人）
「立命館大学・立命館アジア太平洋大学への推薦制度をもつ優位性と、医学系等国公立大学進学の指導実績を活かし、将来の夢実現のための確かな学力と豊かな人間性を高めます。
2018年度から、中高6年間のカリキュラムを2年ごとに区切り、発達段階に応じた教育課程と系統的な探究・研修プログラムを設置します。
高校2年3年の理系コース、文系コースに、それぞれアドバンスドサイエンスクラス、アドバンスドグローバルクラスを設けます。」。

### 基礎データ
- 所在地

〒524-0051滋賀県守山市三宅町250（中学校・高等学校および学校法人所在地）
- 校章

- 交通アクセス

近江鉄道バス　立命館守山線（直行）
- 制服

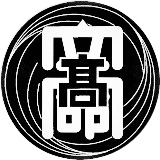
School emblem of ritsumeikan

中学高校ともにブレザーである。2017年度より、伝統、本物志向・地域性・国際性・学術性の５つのコンセプトからグレードアップされた。

### その他の取り組み
- あすなろ祭

いわゆる文化祭で、9月下旬か10月上旬に開催される。高校では、3年次に隣接する守山市民ホールでの本格的な演劇を行ない、それに向け、1年・2年生は教室劇等を行なう。
中学では、1年生は2014年度から導入されたiPadを使用した琵琶湖学習、2年生はAPU（立命館アジア太平洋大学）での宿泊研修などを通した平和学習、3年生はニュージーランド海外研修での“host family's poster"を展示する。また、中学3年生は中庭ステージで観客をも巻き込む圧巻のパフォーマンスショー・劇を披露する。それと同時に、守山市民ホールでは中高吹奏楽部、バトントワリング部が軽快な演奏・バトントワリングを繰り広げる。
企画・運営・外部との交渉等を含めてほぼすべて生徒会執行部のみで行なっている。
2014年度のあすなろ祭では、目標としていた来場者数1万人超えを達成した。
また、2017年度のあすなろ祭は目標の来場者数1万2千を大きく超え1万3千人を記録した。
- ソーシャルワーク実習

守山市近郊の福祉施設や保育施設を訪問し、実習活動を行なう。2年次の選択科目。

### 過去の設置学科
- 情報ビジネス科、生活総合科、英語科（前身の守山女子高等学校の設置学科。2007年度をもって全生徒が卒業）

## 立命館守山中学校

### 沿革
- 2007年 - 立命館守山中学校（男女共学）が開校し、中高大一貫教育の学校となった。またその際に、平安女学院大学旧びわ湖守山キャンパス跡地を改修整備した新キャンパスへ校舎を移転した。
- 2014年 - フロンティアサイエンスコースを開学した。（2019年にフロンティアコース(FT)に名称変更）(2022年度からアドバンスコース(AD)に名称変更)従来の2学期制から3学期制に変更した。 1年生を対象に学校指定のiPadを用いた学習支援プログラム「RICS」の運用が開始された。

## 著名な出身者
- 松島庄汰（俳優）

## 系列校
- 大学
  - 立命館大学
  - 立命館アジア太平洋大学
- 中学校・高等学校
  - 立命館中学校・高等学校
  - 立命館宇治中学校・高等学校
  - 立命館慶祥中学校・高等学校
- 小学校
  - 立命館小学校